# Shirozuella limbata
Shirozuella limbata – gatunek chrząszcza z rodziny biedronkowatych i podrodziny Coccinellinae. Występuje w południowo-wschodniej części Chin.

## Taksonomia
Gatunek ten opisany został po raz pierwszy w 2019 roku przez Tong Junbo i Wang Xinminga na łamach „Zootaxa”, w publikacji współautorstwa Zhang Xiaoninga i Chen Xiaoshenga. Jako lokalizację typową autorzy wskazali góry Jizu w Dali na terenie chińskiej prowincji Junnan. Epitet gatunkowy oznacza po łacinie „obrzeżona” i nawiązuje do rozszerzonych krawędzi pokryw tego owada.

## Morfologia
Chrząszcz o podługowato-owalnym, słabo wysklepionym ciele długości około 1,7 mm i szerokości około 1,2 mm, z wierzchu porośniętym przerzedzonym owłosieniem. Głowa ma ubarwienie czarne włącznie z głaszczkami szczękowymi. Czoło pokryte jest drobnymi i rozproszonymi punktami, z których wyrastają długie szczecinki. Przedplecze jest czarne z lekko rozjaśnioną brązowo przednią krawędzią. Punkty na jego powierzchni są mniejsze niż na głowie, bardzo drobne. Trójkątna tarczka ma czarne ubarwienie. Pokrywy są czarne i odznaczają się dość szerokim, rozpłaszczonym obrzeżeniem. Punktowanie pokryw jest wyraźnie większe niż na przedpleczu. Spód ciała jest czarny z brązowymi podgięciami pokryw. Przedpiersie i śródpiersie (mezowentryt) są matowe i niewyraźnie punktowane. Odnóża są żółtawobrązowe do czarnych. Linie zabiodrowe na pierwszym widocznym sternicie odwłoka (wentrycie) są kompletne i sięgają czubkami krawędzi tylnej tegoż segmentu. Genitalia samca mają płat środkowy (ang. penis guide) w widoku brzusznym krótki, przysadzisty, poza nasadą silnie zwężony ku spiczastemu szczytowi z parą trójkątnych wyrostków, w widoku bocznym zaś przysadzisty, najszerszy w 3/5 długości, o zakrzywionym i ostrym wierzchołku. Smukłe paramery są znacznie dłuższe od tegoż płata. Samo prącie jest długie, grube, zakrzywione, pośrodku wyraźnie nabrzmiałe. Genitalia samicy mają 2,7 raza dłuższe niż szerokie i ku tępym szczytom zwężone gonokoksyty z wyraźnymi gonostylikami.

## Rozprzestrzenienie
Owad orientalny, endemiczny dla Chin, znany tylko z gór Jizu w Junnanie. Podawany z rzędnych 2116 m n.p.m.